# M-Line Trolley
L'M-Line Trolley è una tranvia esercitata con vetture storiche che serve il quartiere Uptown della città di Dallas, nello Stato del Texas. Lunga 7,4 km, è gestita dalla McKinney Avenue Transit Authority, un'organizzazione non a scopo di lucro.
Venne inaugurata il 22 luglio 1989 ed estesa due volte: il 6 maggio 2002 e il 5 giugno 2015. Nel 2002 il nome della linea, inizialmente conosciuta come McKinney Avenue Trolley, fu modificato nell'attuale M-Line Trolley.

## Il servizio
La linea è attiva sette giorni su sette con frequenze che variano dai 15 delle ore di punta ai 25 minuti dei giorni festivi. Dal 2002 la tranvia è a tariffa zero grazie ad un accordo con la Dallas Area Rapid Transit.